# Tocht (lucht)
Tocht (of trek) is de benaming voor koude of frisse windstromen binnenshuis.
Tocht kan ontstaan doordat ramen tegenover elkaar open staan. Het is dan feitelijk de wind die van buiten komend door het huis stroomt. Ook als de deur tussen een koud en een warm vertrek openstaat wordt tocht gevoeld.
Het temperatuursverschil dat wordt opgemerkt als men dicht bij een koude muur of venster komt, wordt soms als tocht ervaren. Als de lucht wordt afgekoeld door de aanwezigheid van een grote raampartij, wordt ook wel gesproken van koudeval.
Tocht heeft een negatieve connotatie, dat wil zeggen dat ziektes als verkoudheid of jicht vaak aan tocht worden toegeschreven.
- Hij heeft op de tocht gezeten.

In deze betekenis wordt het woord ook wel overdrachtelijk gebruikt, bijvoorbeeld als iemand door zijn werkhouding dreigt te worden ontslagen: "Zijn baan staat op de tocht".